# Gophère à bords jaunes
Gopherus flavomarginatus
Espèce
Synonymes
- Gopherus huecoensis Strain, 1966

Statut de conservation UICN

 CR  : 
En danger critique
Statut CITES
Gopherus flavomarginatus est une espèce de tortues de la famille des Testudinidae. En français elle est appelée Gophère à bords jaunes, Tortue fouisseuse du Mexique, Tortue à bords jaunes, Tortue du Mexique, Tortue du Bolson ou Tortue de Bolson.

## Répartition
Cette espèce se rencontre au Mexique dans les États de Chihuahua, du Coahuila et de Durango. Elle a été introduite au Nouveau-Mexique aux États-Unis.

## Publication originale
- Legler, 1959 : A new tortoise, genus Gopherus, from northcentral Mexico. University of Kansas Publications of the Museum of Natural History, vol. 11, no 5, p. 335–343 (texte intégral).